# Potenza Sport Club 1963-1964
Questa pagina raccoglie le informazioni riguardanti il Potenza Sport Club nelle competizioni ufficiali della stagione 1963-1964.

## Rosa
| N. |                   | Ruolo | Calciatore            |
| -- | ----------------- | ----- | --------------------- |
|    | Italia (bandiera) | A     | Franco Alessi         |
|    | Italia (bandiera) | A     | Rodolfo Bonacchi      |
|    | Italia (bandiera) | C     | Franco Carrera        |
|    | Italia (bandiera) | D     | Domenico Casati       |
|    | Italia (bandiera) | C     | Mario De Grassi       |
|    | Italia (bandiera) | D     | Giorgio Dellagiovanna |
|    | Italia (bandiera) | P     | Bruno Ducati          |
|    | Italia (bandiera) | A     | Vincenzo Ferrulli     |
|    | Italia (bandiera) | A     | Giuseppe Gareffa      |

| N. |                   | Ruolo | Calciatore      |
| -- | ----------------- | ----- | --------------- |
|    | Italia (bandiera) | C     | Giusto Lodi     |
|    | Italia (bandiera) | P     | Luciano Masiero |
|    | Italia (bandiera) | D     | Silvano Merkuza |
|    | Italia (bandiera) | D     | Andrea Nesti    |
|    | Italia (bandiera) | C     | Vincenzo Rosito |
|    | Italia (bandiera) | A     | Franco Rubino   |
|    | Italia (bandiera) | D     | Rosario Spanò   |
|    | Italia (bandiera) | D     | Paolo Vaini     |
|    | Italia (bandiera) | C     | Leandro Viacava |

## Risultati

### Serie B

#### Girone di andata
| 15 settembre 1963 1ª giornata | Potenza | 1 – 1 | Padova |  |

| 22 settembre 1963 2ª giornata | Alessandria | 0 – 0 | Potenza |  |

| 29 settembre 1963 3ª giornata | Simmenthal-Monza | 1 – 0 | Potenza |  |

| 6 ottobre 1963 4ª giornata | Potenza | 0 – 0 | Brescia |  |

| 13 ottobre 1963 5ª giornata | Potenza | 0 – 1 | Napoli |  |

| 27 ottobre 1963 6ª giornata | Cosenza | 1 – 0 | Potenza |  |

| 3 novembre 1963 7ª giornata | Potenza | 3 – 1 | Triestina |  |

| 10 novembre 1963 8ª giornata | Potenza | 4 – 0 | Lecco |  |

| 17 novembre 1963 9ª giornata | Catanzaro | 0 – 0 | Potenza |  |

| 24 novembre 1963 10ª giornata | Potenza | 0 – 1 | Udinese |  |

| 1º dicembre 1963 11ª giornata | Potenza | 1 – 1 | Verona |  |

| 8 dicembre 1963 12ª giornata | Parma | 2 – 2 | Potenza |  |

| 15 dicembre 1963 13ª giornata | Potenza | 1 – 0 | Cagliari |  |

| 22 dicembre 1963 14ª giornata | Potenza | 1 – 1 | Pro Patria |  |

| 29 dicembre 1963 15ª giornata | Foggia & Incedit | 3 – 1 | Potenza |  |

| 5 gennaio 1964 16ª giornata | Varese | 1 – 1 | Potenza |  |

| 12 gennaio 1964 17ª giornata | Potenza | 2 – 0 | Venezia |  |

| 19 gennaio 1964 18ª giornata | Prato | 0 – 0 | Potenza |  |

| 26 gennaio 1964 19ª giornata | Palermo | 0 – 1 | Potenza |  |

#### Girone di ritorno
| 2 febbraio 1964 20ª giornata | Padova | 2 – 0 | Potenza |  |

| 16 febbraio 1964 21ª giornata | Potenza | 3 – 1 | Alessandria |  |

| 23 febbraio 1964 22ª giornata | Potenza | 1 – 0 | Simmenthal-Monza |  |

| 1º marzo 1964 23ª giornata | Brescia | 2 – 0 | Potenza |  |

| 8 marzo 1964 24ª giornata | Napoli | 1 – 2 | Potenza |  |

| 15 marzo 1964 25ª giornata | Potenza | 1 – 1 | Cosenza |  |

| 22 marzo 1964 26ª giornata | Triestina | 1 – 0 | Potenza |  |

| 29 marzo 1964 27ª giornata | Lecco | 0 – 0 | Potenza |  |

| 5 aprile 1964 28ª giornata | Potenza | 1 – 1 | Catanzaro |  |

| 12 aprile 1964 29ª giornata | Udinese | 2 – 0 | Potenza |  |

| 26 aprile 1964 30ª giornata | Verona | 1 – 2 | Potenza |  |

| 3 maggio 1964 31ª giornata | Potenza | 0 – 0 | Parma |  |

| 10 maggio 1964 32ª giornata | Cagliari | 1 – 0 | Potenza |  |

| 17 maggio 1964 33ª giornata | Pro Patria | 0 – 0 | Potenza |  |

| 24 maggio 1964 34ª giornata | Potenza | 0 – 0 | Foggia & Incedit |  |

| 31 maggio 1964 35ª giornata | Potenza | 0 – 0 | Varese |  |

| 7 giugno 1964 36ª giornata | Venezia | 0 – 0 | Potenza |  |

| 14 giugno 1964 37ª giornata | Potenza | 1 – 1 | Prato |  |

| 21 giugno 1964 38ª giornata | Potenza | 2 – 0 | Palermo |  |

## Statistiche

### Statistiche di squadra
| Competizione | Punti | In casa | In casa | In casa | In casa | In casa | In casa | In trasferta | In trasferta | In trasferta | In trasferta | In trasferta | In trasferta | Totale | Totale | Totale | Totale | Totale | Totale | DR |
| Competizione | Punti | G       | V       | N       | P       | Gf      | Gs      | G            | V            | N            | P            | Gf           | Gs           | G      | V      | N      | P      | Gf     | Gs     | DR |
| ------------ | ----- | ------- | ------- | ------- | ------- | ------- | ------- | ------------ | ------------ | ------------ | ------------ | ------------ | ------------ | ------ | ------ | ------ | ------ | ------ | ------ | -- |
| Serie B      | 38    | 19      | 7       | 10      | 2       | 22      | 10      | 19           | 3            | 8            | 8            | 9            | 18           | 38     | 10     | 18     | 10     | 31     | 28     | +3 |
| Coppa Italia |       | 1       | 0       | 0       | 1       | 0       | 2       | -            | -            | -            | -            | -            | -            | 1      | 0      | 0      | 1      | 0      | 2      | -2 |
| Totale       |       | 20      | 7       | 10      | 3       | 22      | 12      | 19           | 3            | 8            | 8            | 9            | 18           | 39     | 10     | 18     | 11     | 31     | 30     | +1 |

### Statistiche dei giocatori
| Giocatore        | Serie B  | Serie B | Coppa Italia | Coppa Italia | Totale   | Totale |
| Giocatore        | Presenze | Reti    | Presenze     | Reti         | Presenze | Reti   |
| ---------------- | -------- | ------- | ------------ | ------------ | -------- | ------ |
| F. Alessi        | 17       | 0       | 1            | 0            | 18       | 0      |
| R. Bonacchi      | 13       | 1       | -            | -            | 13       | 1      |
| F. Carrera       | 30       | 7       | 1            | 0            | 31       | 7      |
| D. Casati        | 31       | 1       | -            | -            | 31       | 1      |
| Costi            | -        | -       | 1            | 0            | 1        | 0      |
| M. De Grassi     | 34       | 0       | 1            | 0            | 35       | 0      |
| G. Dellagiovanna | 38       | 0       | 1            | 0            | 39       | 0      |
| B. Ducati        | 12       | -8      | -            | -            | 12       | -8     |
| V. Ferrulli      | 12       | 0       | 1            | 0            | 13       | 0      |
| G. Gareffa       | 19       | 4       | -            | -            | 19       | 4      |
| G. Lodi          | 35       | 4       | 1            | 0            | 36       | 4      |
| L. Masiero       | 26       | -20     | 1            | -2           | 27       | -22    |
| S. Merkuza       | 35       | 0       | 1            | 0            | 36       | 0      |
| A. Nesti         | 12       | 0       | -            | -            | 12       | 0      |
| V. Rosito        | 26       | 5       | 1            | 0            | 27       | 5      |
| F. Rubino        | 2        | 0       | -            | -            | 2        | 0      |
| R. Spanò         | 12       | 1       | -            | -            | 12       | 1      |
| P. Vaini         | 35       | 1       | 1            | 0            | 36       | 1      |
| L. Viacava       | 29       | 6       | 1            | 0            | 30       | 6      |